# Eunidia unifuscomaculata
Eunidia unifuscomaculata là một loài bọ cánh cứng trong họ Cerambycidae.